# Medalla William H. Nichols
 
La Medalla William H. Nichols se concede anualmente a la investigación original en química. Los candidatos deben haber realizado una "contribución significativa y original en cualquier campo de la química" durante los cinco años anteriores a la fecha de entrega. El medallista recibe una medalla de oro, una réplica en bronce y un premio en metálico.El premio fue creado en 1902 por la Sección de Nueva York de la American Chemical Society (ACS) gracias a una donación del químico y empresario William H. Nichols. Fue el primer premio aprobado por la ACS. La medalla se concedió por primera vez en 1903.

## Galardonados
El premio se concede anualmente y se entregó por primera vez en 1903.
| - 1903 Edward B. Voorhees - 1904 (no se concedió el premio) - 1905 Charles L. Parsons - 1906 Marston T. Bogert - 1907 Howard B. Bishop - 1908 William Hultz Walker - 1909 H. H. C. P. Weber - 1909 William A. Noyes - 1910 L. H. Baekeland - 1911 C. W. Easley - 1911 M. A. Rosanof - 1912 Charles James - 1913 (sin premio) - 1914 Moses Gomberg - 1915 Irving Langmuir - 1916 Claude S. Hudson - 1917 (sin premio) - 1918 Treat Baldwin Johnson - 1919 (sin premio) - 1920 Irving Langmuir - 1921 Gilbert N. Lewis - 1922 (sin premio) - 1923 Thomas Midgely, Jr. - 1924 Charles A. Kraus - 1925 Edward Curtis Franklin - 1926 S. C. Lind - 1927 Roger Adams - 1928 Hugh S. Taylor - 1929 William L. Evans - 1930 Samuel E. Sheppard - 1931 John A. Wilson - 1932 James B. Conant - 1933 (sin premio) - 1934 Henry C. Sherman - 1935 Julius A. Nieuwland - 1936 William M. Clark - 1937 Frank C. Whitmore - 1938 P. A. Levene - 1939 Joel H. Hildebrand - 1940 John M. Nelson - 1941 Linus Pauling - 1942 Duncan A. MacInnes - 1943 Arthur B. Lamb - 1944 Carl S. Marvel - 1945 Vincent du Vigneaud - 1946 Wendell M. Stanley - 1947 George B. Kistiakowski - 1948 Glenn T. Seaborg - 1949 I. M. Kolthoff - 1950 Oskar Wintersteiner - 1951 Henry Eyring - 1952 Frank H. Spedding - 1953 Reynold C. Fuson - 1954 Charles P. Smyth - 1955 Wendell M. Latimer - 1956 Robert Burns Woodward - 1957 Louis P. Hammett - 1958 Melvin Calvin - 1959 Herbert C. Brown - 1960 Herman F. Mark | - 1961 Peter J. W. Debye - 1962 Paul J. Flory - 1963 Louis F. Fieser - 1964 Arthur C. Cope - 1965 Herbert E. Carter - 1966 Frederick D. Rossini - 1967 Karl Folkers - 1968 William S. Johnson - 1969 Marshall Nirenberg - 1970 Britton Chance - 1971 Henry Taube - 1972 John D. Roberts - 1973 R. Bruce Merrifield - 1974 Harold A. Scheraga - 1975 F. Albert Cotton - 1976 Paul D. Bartlett - 1977 Elias J. Corey - 1978 Frank Alden Bovey, II - 1979 Choh Hao Li - 1980 Gilbert Stork - 1981 Roald Hoffmann - 1982 Frank H. Westheimer - 1983 Neil Bartlett - 1984 Fred W. McLafferty - 1985 Jerome A. Berson - 1986 Michael J. S. Dewar - 1987 Kurt Mislow - 1988 Ralph F. Hirschmann - 1989 Ronald Breslow - 1990 John D. Baldeschwieler - 1991 J. Calvin Giddings - 1992 Koji Nakanishi - 1993 Richard E. Smalley - 1994 Peter B. Dervan - 1995 Stephen J. Lippard - 1996 K. C. Nicolaou - 1997 Jacqueline K. Barton - 1998 Ahmed H. Zewail - 1999 Samuel J. Danishefsky - 2000 Barry M. Trost - 2001 Stuart L. Schreiber - 2002 Alan G. MacDiarmid - 2003 Harry Gray - 2004 Allen J. Bard - 2005 Richard N. Zare - 2006 K. Barry Sharpless - 2007 Nicholas J. Turro - 2008 Nadrian C. Seeman - 2009 Carolyn R. Bertozzi - 2010 Tobin J. Marks - 2011 Julius Rebek, Jr. - 2012 Alan G. Marshall - 2013 Richard Eisenberg - 2014 Amos B. Smith, III - 2015 Gabor A. Somorjai - 2016 Stephen L. Buchwald - 2017 Chad Mirkin - 2018 Debra R. Rolison. - 2019 Vicki Grassian - 2020 Krzysztof Matyjaszewski - 2021 (Sin premio) |